# Мацукура Шигемаса
Мацукура Шигемаса (1574-1630), јапански великаш из периода Едо. Године 1614. од шогуната Токугава феуд Шимабара у провинцији Хизен, са приходом од 60.000 кокуа. Уз велико оптерећење својих сељака подигао је нови замак Шимабара (1614—1624) и сурово прогонио скривене хришћане, којих је било много на његовом поседу, што је допринело великом устанку сељака за време његовог наследника.

## Бографија
После осуде хришћанског великаша Протасио Арима Харунобуа за корупцију (1612) и званичне забране хришћанства у Јапану (1614), хришћански великаш Михаил Арима Наозуми покушао је да сачува своје поседе одрицањем од хришћанске вере, али је премештен и његови поседи, феуд Шимабара у провинцији Хизен, додељени су Мацукура Шигемаси.
Нови господар Шимабаре добио је од шогуна два задатка: да подигне нови замак и да искорени скривене хришћане на својим поседима. Уз огромне трошкове, који су пали на терет локалних сељака, од којих су многи били бивши самураји породице Арима који су изгубили свој положај, нови замак Шимабара довршен је 1624. године, а дотадашње седиште поседа, планински замак Хара на обали мора, напуштен је и делимично срушен. Током градње замка и онако велики порези у кулуку и пиринчу били су знатно повећани, и утеривани са безобзирном суровошћу: сељаци који нису платили порез печени су на ватри, а њихове жене и кћери голе вешане за ноге. Међутим, када је 1624. посетио новог шогуна Токугава Јемицу-а, Мацукура Шигемаса оштро је укорен што није искоренио скривене хришћане на својим поседима, и запрећено му је одузимањем поседа. Вративши се тако на своје поседе, Мацакура је одмах наредио свим хришћанима у Шимабари да се сами пријаве: од људи који су се добровољно пријавили, око 150 је жигосано, обогаљено одсецањем прстију и протерано, а око 80 (међу њима и 4 самураја) је погубљено разапињањем, спаљивањем или бацањем у вреле вулканске изворе планине Унзан након јавног мучења, које је имало за циљ да натера скривене хришћане да се одрекну своје вере. Део хришћана, нарочито у градовима, одрекао се вере, али је на селима већина остала непоколебљива и повукла се у тајност. Године 1529. Мацакура је позван од локалних власти да прогони хришћане и у суседном Нагасакију, али је на повратку умро од можданог удара, или је убијен у кади од стране непријатеља.